# Germaria angustata
Germaria angustata là một loài ruồi trong họ Tachinidae.